# Lista genurilor de muzică electronică
Aceasta este o listă a genurilor de muzică electronică, ce constă din genuri ale muzicii electronice, ce este creată în primul rînd cu instrumente muzicale electronice sau tehnologie muzicală electronică. 

## Genuri
- Ambient
  - Ambient house
  - Ambient industrial
    - Ambient noise

  - Ambient pop
  - Ambient techno
  - Black Ambient
  - Dark ambient
  - Psybient
  - Drone music
  - Illbient
  - Isolationism
  - Lowercase

- Breakbeat
  - Acid breaks
  - Baltimore Club
  - Big beat
  - Broken beat
  - Chemical breaks
  - Jersey Club
  - Nu skool breaks
  - Florida breaks
  - Funky breaks
    - Nu-funk

  - Progressive breaks

- Disco
  - Cosmic disco
  - Euro disco
  - Italo disco
  - Nu-disco
  - Space disco

- Downtempo
  - Acid jazz
  - Balearic beat
  - Chill-out
  - Downbeat
  - Ethnic electronica
  - New age music
  - Nu jazz
  - Trip hop
  - Worldbeat

- Drum and bass
  - Darkstep
  - Drumfunk
  - Drumstep
  - Hardstep
  - Intelligent drum and bass
  - Jazzstep
  - Jump-Up
  - Liquid funk
  - Neurofunk
  - Sambass
  - Techstep

- Dub Fusion Genres (Dub în sine nu e un gen al muzicii electronice)
  - Afro-dub
  - Dubstep
    - Post-dubstep
      - Brostep
      - Wonky
        - Aquacrunk
        - Street bass
        - Purple sound

  - Dubtech
  - Dubtronica

- Electro music
  - Freestyle

- Electroacoustic music
  - Acousmatic music
  - Electroacoustic improvisation
  - Musique concrète

- Electronica
  - Berlin school
  - Chillwave
  - Electronicore
  - Electronic dance music
  - Folktronica
  - Funktronica
  - Laptronica
  - Livetronica
  - Skweee
  - Sound art

- Electronic rock
  - Alternative dance
  - Coldwave
  - Dance-punk
  - Dark Wave
  - Dreampop
  - Electronicore
  - Ethereal Wave
  - Indietronica
  - Krautrock
  - New rave
  - New Wave
  - Nu-gaze
  - Space rock
  - Synthpop
  - Synthpunk
  - Trip rock

- Eurodance
  - Eurobeat
  - Bubblegum dance/Happy house
  - Italo dance
  - J-pop

- Hardcore
  - 4-beat
  - Breakbeat hardcore
  - Bouncy techno
  - Breakcore
  - Digital hardcore
  - Darkcore
  - Doomcore
  - Freeform Hardcore
  - Gabber
    - Gabber house
    - Happy gabber

  - Happy hardcore
  - Hardcore breaks
  - Industrial hardcore
  - Makina
  - Metalcore(metal cu hardcore techno)
  - Rave
    - Rave breaks

  - Speedcore
  - Terrorcore
  - Trancecore
  - UK Hardcore

- Hard dance
  - Dubstyle
  - Hi-NRG
    - Hard NRG
    - Nu-NRG

  - Hardstyle
  - Jumpstyle
    - Melbourne bounce

- House music
  - Acid house
  - Balearic beat
  - Booty house
  - Chicago house
  - Deep house
  - Detroit house
  - Disco house
  - Diva house/Handbag house
    - Hardbag

  - Electroclash
  - Electro house
    - Complextro
    - Dutch house
    - Fidget house
    - Moombahton
      - Moombahcore

  - Electro swing
    - Swing house

  - Euro house
  - Freestyle house
  - French house
  - Funky house
  - Garage house
    - Future house

  - Ghetto house
  - Hard house
  - Hip house
  - Italo house
  - Kwaito
  - Latin house
  - Madchester
  - Merenhouse
  - Microhouse/Minimal house
  - New beat
  - Pop house
  - Progressive house
  - Scouse house
  - Tech house
  - Tribal house
  - Vocal house

- Industrial music
  - Aggrotech
  - Cybergrind
  - Electro-Industrial
  - Dark electro
  - Electronic body music
  - Futurepop
  - Industrial metal
  - Industrial rock
  - Neue Deutsche Härte
  - Noise
    - Japanoise

  - Power electronics
    - Death industrial

  - Power noise
  - Witch house/Drag

- Intelligent dance music
  - Glitch
    - Glitchcore
    - Glitch hop

- Jungle
  - Darkcore jungle
  - Hardcore jungle
  - Raggacore
  - Ragga-jungle

- Post-disco
  - Boogie
  - Dance-pop
  - Dance-rock

- Techno
  - Acid techno
  - Bleep techno
  - Detroit techno
  - Experimental techno
  - Free tekno
  - Hardcore techno
  - Hardtechno
  - Industrial Techno
  - Minimal techno
  - Nortec
  - Rotterdam techno
  - Schranz
  - Symphonic techno
  - Tecno brega

- Trance music
  - Acid trance
  - Anthem trance
  - Dark trance
  - Dream trance
  - Euro trance
  - Goa trance
  - Hard trance
  - Ibiza Trance
  - Nitzhonot
  - Psychedelic trance
    - Dark psytrance
    - Full on
    - Progressive psytrance
    - Psybreaks
    - Suomisaundi

  - Progressive trance
  - Tech trance
  - Uplifting trance
  - Vocal trance

- UK garage
  - 2-step garage
    - Future garage

  - Breakstep
  - Ghettotech
  - Grime
  - Grindie
  - Speed garage
    - Bassline/4x4 garage

  - UK funky

- Chiptune / Video game music
  - Bitpop
  - Bleep techno
  - Computer music
  - Demoscene
  - Game Boy music
  - Nintendocore
  - Music Macro Language
  - Skweee